# Distrito de Múnich
Múnich es uno de los 71 distritos en que está dividido administrativamente el estado alemán de Baviera.

## Ciudades y municipios
| Ciudades                                | Municipios | |
| --------------------------------------- | --- | --- |
| 1. Garching 2. Haar 3. Unterschleißheim | 1. Aschheim 2. Aying 3. Baierbrunn 4. Brunnthal 5. Feldkirchen 6. Gräfelfing 7. Grasbrunn 8. Grünwald 9. Hohenbrunn 10. Höhenkirchen-Siegertsbrunn 11. Ismaning 12. Kirchheim 13. Neubiberg | 1. Neuried 2. Oberhaching 3. Oberschleißheim 4. Ottobrunn 5. Planegg 6. Pullach 7. Putzbrunn 8. Sauerlach 9. Schäftlarn 10. Straßlach-Dingharting 11. Taufkirchen 12. Unterföhring 13. Unterhaching |